# آني ماكولاي-إيديبيا
آني ماكولاي-إديبيا (ولدت في 13 نوفمبر 1984) هي عارضة أزياء ومقدمة برامج وممثلة نيجيرية. ترشحت ضمن فئة «أفضل ممثلة مساعدة» في جوائز نوليوود للأفضل 2009.

## حياتها المبكرة وتعليمها
ولدت آني في إبادان ولكن أصولها ترجع إلى إكت في ولاية أكوا إيبوم. ثم انتقلت إلى لاغوس مع والدتها بعد طلاق والديها. وقد حصلت على شهادة جامعية في علوم الكمبيوتر وفنون المسرح بعدما أكملت دورات دراسية دون البكالوريوس في جامعة ولاية لاغوس وجامعة لاغوس على التوالي.

## حياتها المهنية
قبل أن تبدأ مسيرتها الفنية، نافست آني ماكولاي إديبيا في مسابقة «ملكة جمال جميع الأمم» حيث احتلت المرتبة الثانية، كما ظهرت في الكليب الموسيقي لأغنية «ملكة أفريقية» لتوفيس إديبيا.
لاحقاً سُلطت الأضواء على حياتها المهنية في نوليوود لدورها في فيلمي «المتعة والجريمة» و«فاتنات بلاك بيري».

## أعمالها المختارة
- العائلة الأولى
- المتعة والجريمة
- الكنيسة البيضاء
- فاتنات بلاك بيري
- عودة فاتنات بلاك بيري
- إدارة التركة
- اللامشروط[5]
- أوبليغيلي الفحل
- صباح بعد ظلام
- المارد الجميل
- ندبة مفتوحة
- عشاق في السر
- رغبات متزوجات

## حياتها الشخصية
آني ماكولاي-إديبيا متزوجة من توفيس إديبيا ولديها طفلتين. أنجبت طفلتها الأولى، ابنتها إيزابيلا إيديبيا، في ديسمبر 2008 والثانية، أوليفيا إديبيا في 3 يناير 2014. وهي أيضاً تملك صالون تجميل في أتلانتا يسمى «بي أوليف هير ستوديو».

## الجوائز والتكريم
| السنة | المهرجان                       | الجائزة           | النتيجة |
| ----- | ------------------------------ | ----------------- | ------- |
| 2009  | جوائز نوليوود للأفضل 2009      | أفضل ممثلة مساعدة | رُشِّح     |
| 2016  | جوائز أساطير الترفيه الأفريقية | أفضل ممثلة صاعدة  | فوز     |

## وصلات خارجية
- آني ماكولاي-إيديبيا في قاعدة بيانات الأفلام على الإنترنت